# RLRs
Los receptores parecidos a RIG-I, abreviados RLRs por sus siglas en inglés, son un tipo de receptor de reconocimiento de patrones intracelulares involucrados en el reconocimiento de virus por medio del sistema inmune innato. Hay tres tipos de RLRs: RIG-I (gen inducible por ácido retinoico), MDA5 (factor asociado a la diferenciación del melanoma) y LGP2 (Laboratorio de genética y fisiología 2) que actúan como sensores de la replicación viral en el citoplasma de las células humanas. Los RLRs detectan la replicación viral a través de interacción directa con el dsRNA (ARN de doble cadena) que se produce por los virus de ARN para formar su genoma (virus de doble cadena de ARN) o como parte de su ciclo de replicación. Dos de los RLRs, RIG-I y MDA5 poseen la habilidad de inducir la respuesta celular por medio del reconocimiento de dsRNA vía los dominios CARD. El otro RLR, LGP2, no tiene la habilidad de inducir la señalización por sí solo debido a la ausencia de los dominios CARD, pero se ha visto que es necesario para una respuesta antiviral efectiva mediada por RIG-I y MDA5.

## Activación de RLRs.
Los RLRs son de la familia DExD/H de helicasas (proteínas involucradas en el metabolismo de ARN) de ácido ribonucleico (ARN) que funcionan como sensores citoplasmáticos de patrones moleculares asociados a patógenos (PAMPs, por sus siglas en inglés) presentes en el ARN viral. La señal río abajo que generan los RLRs, activan al interferón tipo I y III (IFN-I e IFN-III) así como citocinas pro-inflamatorias por la expresión de NFkB y de genes antivirales para provocar una respuesta intracelular inmune y así controlar la infección. Los RLRs activan las defensas innatas en células mieloides, epiteliales y del sistema nervioso central. Su expresión, se mantiene a niveles bajos en células que se encuentran en descanso, pero aumenta cuando el interferón se activa posterior a la infección por virus.

## Mecanismo de acción.
Estos receptores logran distinguir entre el ARN viral y celular con base en las características estructurales particulares no compartidas, como regiones bacterianas del ARN, motivos de secuencia específicos para virus y, en el caso de RIG-I, la modificación 5' trifosfato que tiene lugar tras la síntesis y procesamiento de ARN viral. Una vez que se una el ARN viral, RIG-I sufre un cambio conformacional y conduce a unión por medio de interacciones CARD-CARD a su molécula adaptadora que se encuentra corriente abajo, dentro de las membranas mitocondriales. Dentro de la membrana mitocondrial, tiene interacción con proteínas asociadas a ésta, al promotor de interferón beta y con proteínas de señalización antiviral mitocondriales (MAVS, por sus siglas en inglés). Posterior a la incorporación del ARN al receptor, se genera una cadena que promueve la estabilización y se activa el promotor de interferón/MAVS. Lo anterior, permite que se activen diferentes proteínas como TRAF-2, TRAF-6 y TRADD que reclutan TRAF-3 y TRAF que son asociados al activador de NFkB (TANK), esto activa a TBK1 e IKK épsilon para fosforilar IRF3 e IRF7, que a su vez se homodimerizan y translocan al núcleo para promover la expresión de los interferones de tipo I y III.
Los RLR de tipo LGP2, no pueden interactuar con el promotor de interferón ni con las MAVS ya que carecen de los dominios CARD [4]. Por otro lado, RIG-I y MAD5, detectan los virus y señalizan para producir interferón; ambos, mantienen similitudes:
- Región N-terminal y reclutamiento de dominios CARD
- Un dominio central DExD/H
- Un dominio represor C-terminal

## ARN para RLR.
RIG-I se une a dsARN pequeño de aproximadamente 300 pb trifosforilado en el lado 5’. También puede unirse a ssARN que contenga regiones doble hélice. Así mismo, RIG-I se puede unir a dsARN sin fosfato en el lado 5’ o con monofosfato del mismo lado de la hélice. MDA5 se une a dsARN más grande, de aproximadamente 1kb.